# 宾西镇
宾西镇是中国黑龙江省哈尔滨市宾县下辖的一个镇，位于宾县最西部。